# Eriocnemis
Eriocnemis är ett släkte med fåglar i familjen kolibrier inom ordningen seglarfåglar. Släktet omfattar elva arter med utbredning i Anderna från Colombia och Venezuela till nordvästra Argentina, varav hela fyra arter är starkt hotade eller akut hotade, en av dem möjligen utdöd:
- Svartbröstad dunbena (E. nigrivestis)
- Kragdunbena (E. isabellae)
- Glitterdunbena (E. vestita)
- Svartdunbena (E. derbyi)
- Turkosstrupig dunbena (E. godini) – möjligen utdöd
- Kopparbukig dunbena (E. cupreoventris)
- Safirgumpad dunbena (E. luciani)
- Gyllenbröstad dunbena (E. mosquera)
- Blåpannad dunbena (E. glaucopoides)
- Praktdunbena (E. mirabilis)
- Smaragddunbena (E. aline)